# Christian M. Goldbeck
Christian Martin Goldbeck (* 21. Februar 1974 in Meschede) ist ein deutscher Szenenbildner.

## Werdegang
Goldbeck studierte Szenenbild an der HFF Konrad Wolf, graduierte an der University of East London mit einem B.A. in Architektur und arbeitet seit 2003 als freier Production Designer.

## Werk
Für das Szenenbild des Cannes-Beitrags Die fetten Jahre sind vorbei (Regie: Hans Weingartner, 2004) zerstörte Goldbeck mit ikonenhaften Möbeltürmen die Luxusordnung der Reichen. Sein Szenenbild für die Komödie Alles auf Zucker! (2005) von Dani Levy, wurde 2005 für den Deutschen Filmpreis nominiert. Mit dem Regisseur Hans-Christian Schmid arbeitete er bei Lichter (2003), Requiem (2006) und den beiden Berlinale-Beiträgen Sturm (2008) und Was bleibt (2012) zusammen. Für den in Requiem minutiös gestalteten Zerrspiegel einer beklemmenden Kleinstadtwelt der 1970er Jahre wurde Goldbeck für den Deutschen Filmpreis 2006 nominiert, ebenso zwei Jahre später für Maria Schraders überwiegend in Israel gedrehtes Kinodebüt Liebesleben (2008).
Goldbeck war Supervising Art Director für Stephen Daldrys amerikanisch-deutsche Bestsellerverfilmung von Der Vorleser (2007) und gestaltete das Szenenbild für Alain Gsponers Neuverfilmung von Heidi (2015), das von der Kritik für seine realistische und raue Darstellung der bergbäuerlichen Lebenswelt gelobt wurde. Die sechste Nominierung für den Deutschen Filmpreis erhielt Goldbeck 2016 für Wolfgang Beckers Spielfilm Ich und Kaminski, für das er das stimmige Universum einer Künstlerfigur einschließlich ihrer Werke erfand. Er gestaltete das Szenenbild für das hochgelobte Drama Exil von Regisseur Visar Morina, das seine Weltpremiere beim Sundance Film Festival 2020 feierte. Goldbeck war für das Production Design bei 3 Kinofilmen von Karoline Herfurth einschließlich der Komödie Wunderschön (2020) verantwortlich und auch Bora Dagtekin vertraute ihm das Szenenbild seines Films Das perfekte Geheimnis (2019) an, dessen Handlung in einer einzigen, im Studio gebauten Wohnung spielt.
Für die Neuverfilmung von Erich-Maria Remarques Roman Im Westen nichts Neues unter der Regie von Edward Berger ließ Goldbeck 2022 die Schlachtfelder und Schützengräben von Verdun neu erstehen und erhielt dafür unter anderem im Rahmen der 95. Oscarverleihung die Auszeichnung für das beste Szenenbild sowie im selben Jahr den Deutschen Filmpreis.
Ende Juni 2023 wurde Goldbeck Mitglied der Academy of Motion Picture Arts and Sciences und im Mai 2024 Mitglied der European Film Academy.

## Filme
- 2002: Lichter (Regie: Hans-Christian Schmid)
- 2003: Die fetten Jahre sind vorbei (Regie: Hans Weingartner)
- 2004: Alles auf Zucker! (Regie: Dani Levy)
- 2004: Antikörper (Regie: Christian Alvart)
- 2004: Requiem (Regie: Hans-Christian Schmid)
- 2005: Liebesleben (Regie: Maria Schrader)
- 2006: Krabat (Regie: Marco Kreuzpaintner)
- 2007: Der Vorleser (als Supervising Art Director) (Regie: Stephen Daldry)
- 2008: Sturm (Regie: Hans-Christian Schmid)
- 2011: Wer wenn nicht Wir (Regie: Andres Veiel)
- 2010: Das letzte Schweigen (Regie: Baran Bo Odar)
- 2012: Was Bleibt (Regie: Hans-Christian Schmid)
- 2013: Russendisko (Regie: Oliver Ziegenbalg)
- 2014: Ich und Kaminski (Regie: Wolfgang Becker)
- 2015: Heidi (Regie: Alain Gsponer)
- 2016: SMS für Dich (Regie: Karoline Herfurth)
- 2017: Acht Tage (Regie: Stafan Ruzowitzky)
- 2018: Exil (Regie: Visar Morina)
- 2019: Das perfekte Geheimnis (Regie: Bora Dagtekin)
- 2022: Im Westen nichts Neues (Regie: Edward Berger)